# Let'sチェックイン!
『Let'sチェックイン!』（レッツチェックイン、英：Dunston Checks In）は、1996年の映画。アメリカでは、1996年1月12日に公開、日本ではビデオスルー。

## ストーリー
N.Y.の五つ星ホテルの支配人ロバートの息子カイルは、客の犬の散歩をさせているとオランウータンのダンストンと出会う。ダンストンはラトレッジ卿の泥棒の手伝いから逃げてきたところであり、カイルと親しくなる。

## キャスト
- ロバート・グラント…ジェイソン・アレクサンダー(大塚芳忠)
- ドゥブラウ夫人…フェイ・ダナウェイ(土井美加)
- カイル…エリック・ロイド(亀井芳子)
- ラトレッジ卿…ルパート・エヴェレット(中村秀利)
- ラファージ…ポール・ルーベンス(亀山助清)
- ライオネル・スポールディング…グレン・シャディックス(島香裕)

## スタッフ
- 監督:ケン・クワピス
- 製作:トッド・ブラック/ジョー・ワイザン
- 原案・脚本:ジョン・ホプキンス
- 脚本:ブルース・グレアム
- 撮影:ピーター・コリスター
- 音楽:マイルズ・グッドマン
- 制作 - フォックス・ファミリー・フィルムズ[1]
- 配給 - 20世紀フォックス